# Schlacht bei den Arginusen
Sybota – Potidaia – Spartolos – Stratos – Naupaktos – Plataiai – Olpai – Tanagra – Pylos – Sphakteria – Korinth – Megara – Delion – Amphipolis – Mantineia – Melos – Syrakus – Milet – Syme – Eretria – Kynossema – Abydos – Kyzikos – Ephesos – Chalkedon – Byzanz – Andros – Notion – Mytilene  – Arginusen – Aigospotamoi
Die Schlacht bei den Arginusen war eine der letzten großen Kampfhandlungen im Peloponnesischen Krieg zwischen Athen und Sparta (431–404 v. Chr.). Es war gleichzeitig die größte Seeschlacht, die sich Griechen jemals geliefert haben. Die athenische Flotte umfasste 130 Schiffe aus Athen, 10 aus Samos sowie 10 von den übrigen Bundesgenossen (nach Xen. Hell. I 6,25). Einer anderen Darstellung zufolge waren es 60 aus Athen, 10 aus Samos und 80 von den Verbündeten (Diod. XIII 97,1).
Eine spartanische Flotte unter dem Oberbefehl des Kallikratidas hatte die athenische Flotte auf Lesbos, die unter dem Befehl des Konon stand, eingekesselt. Athen konnte mit letzter Kraft eine neue Flotte aufbauen und nach Norden entsenden. Als die Athener sich der Inselgruppe der Arginusen näherten, ließ Kallikratidas 50 Schiffe unter dem Kommando des Eteonikos zur Bewachung der Eingeschlossenen beim Hafen von Mytilene zurück, und mit den übrigen 120 Schiffen fuhr er der anrückenden Entsatzflotte entgegen. Den linken Flügel unterstellte er dem Thebaner Thrasondas, den rechten führte er selbst. Für den von den Auguren vorhergesehenen Fall seines Ablebens hatte er den Strategen Klearchos zu seinem Stellvertreter bestimmt.
Die zahlenmäßige Überlegenheit erlaubte es den Athenern in zwei hintereinander gestaffelten Linien anzufahren, um die Unerfahrenheit ihrer neu ausgehobenen Mannschaften zu kompensieren und einen Durchbruch der Spartaner zu verhindern. Die athenischen Geschwader führten von links nach rechts in der ersten Reihe Aristokrates, Diomedon, Thrasyllos, Protomachos und in der zweiten Reihe Perikles der Jüngere, Erasinides, Aristogenes und Lysias. Ins Zentrum hatten sie die samischen Verbündeten unter Hippeus gestellt und dahinter einige Transportschiffe unter den Nauarchen Theramenes und Thrasybul. Die Entscheidung fiel, als Kallikratidas beim Durchbruchversuch scheiterte und mit Schiff und Steuermann in den Fluten versank.
Die Schlacht endete mit einem glänzenden Sieg für Athen: Die Spartaner und ihre Verbündeten verloren 77 Trieren, die Athener hingegen nur 25. Der Tod des Kallikratidas führte dazu, dass Lysander wieder den faktischen Oberbefehl der spartanischen Flotte erhielt.
Allerdings konnten die athenischen Kommandeure aufgrund eines einsetzenden Sturmes nicht mehr die Schiffbrüchigen und Toten bergen. Dies wurde den Strategen von der aufgehetzten athenischen Volksversammlung zum Vorwurf gemacht und führte schließlich zum Arginusenprozess.

## Arginusenprozess
Die Strategen hatten laut Xenophon einige Trierarchen mit der Rettung der Schiffbrüchigen betraut. Einer von diesen, Theramenes, erkannte demnach, welche Gefahr ihm drohte, und versuchte, die Verantwortung stattdessen den Strategen selbst zuzuweisen. Die von ihm und anderen systematisch aufgehetzte Volksversammlung machte schließlich sechs der zehn Strategen – Perikles d. J., Diomedon, Lysias, Aristokrates, Thrasyllos und Erasinides – aufgrund der unterlassenen Bergung den Prozess (Konon wurde nicht angeklagt, Leon war bei Mytilene gefallen, Protomachos und Aristogenes entzogen sich dem Prozess und flohen). Die Quellenlage (Xenophon Hell. I 7 und Diodor XIII 101–103) ist allerdings bezüglich des Prozesses problematisch: Theramenes soll nach Xenophons Darstellung persönlich mit der Rettung der Schiffbrüchigen und der Bergung der Toten beauftragt gewesen sein, nach Diodor wurde ihm die Schuld nur von den Verteidigern der Strategen zugeschoben, und auch in anderen Punkten sind die beiden Darstellungen nicht deckungsgleich.
Zunächst sprach man die Strategen frei, aber am nächsten Tag hatte sich die Meinung im Volk geändert. Nun wollte man alle sechs Strategen summarisch zum Tode verurteilen. Widerspruch gegen dieses Verfahren (viele, so auch Sokrates, hielten es für gesetzeswidrig, da normalerweise separate Verfahren vorgesehen waren) wurde niedergebrüllt: Es hieß, es sei schlimm, wenn das Volk nicht tun könne, was es wolle (Xenophon, Hellenika, Buch I, Kapitel 7, Abschnitt 12). Am Ende wurden die sechs angeklagten Strategen verurteilt und unverzüglich hingerichtet. Die entschiedene Haltung des Sokrates, der im Zusammenhang mit dem Prozess Mitglied des Ausschusses für die Durchführung von Volksentscheiden war und sich vehement gegen eine Verurteilung stellte, bezeugt neben Xenophon auch der Historiker Valerius Maximus (Memorabilia 3,8,3).
Die Beweggründe für diesen Prozess, der oft als Justizskandal bezeichnet wird, lagen in dem Schock, den die Athener Bevölkerung nach dem Verlust so vieler erfahrener Seeleute erlitt. Auch wollte man wohl, zum ersten Mal nach dem oligarchischen Umsturz in Athen im Jahre 411 v. Chr., die Macht der Volksversammlung voll zum Tragen bringen. Die Stadt schadete sich damit selbst, da man mit der Hinrichtung der Strategen auch die militärische Spitze verlor. Die Folgen zeigten sich nur ein Jahr später in der Schlacht bei Aigospotamoi. Außerdem kam es aufgrund des Prozesses zu einer Spaltung des Demos.